# Mai mult decât ficțiune
Mai mult decât ficțiune (Stranger than Fiction ) - film fantastic din 2006. Este regizat de Marc Forster după un scenariu de Zach Helm. În rolurile principale joacă actorii  Will Ferrell, Maggie Gyllenhaal, Dustin Hoffman, Queen Latifah și Emma Thompson.